# Präsidentschaftswahl in Sri Lanka 2019
Die Präsidentschaftswahl in Sri Lanka 2019 fand am 16. November statt. Aufgrund einer Verfassungsänderung im Jahr 2015 hatte der gewählte Präsident wesentlich weniger Befugnisse, als seine Vorgänger vor dem Jahr 2015. Der Schwerpunkt der exekutiven Gewalt verschob sich seitdem auf den Premierminister.
Die Wahl gewann Gotabaya Rajapaksa mit 52,25 % der Stimmen. Die Wahlbeteiligung betrug 83,7 %.

## Entwicklungen seit der letzten Wahl

### Präsidentschaftswahl 2015 und Entwicklungen unmittelbar danach
Die vorangegangene Präsidentschaftswahl in Sri Lanka fand am 8. Januar 2015 statt. Damals standen sich der amtierende Präsident Mahinda Rajapaksa und sein Herausforderer Maithripala Sirisena gegenüber. Rajapaksa bewarb sich um eine dritte Amtsperiode. Um diese überhaupt zu ermöglichen, war auf Veranlassung Rajapaksas im Jahr 2010 die Verfassung, die ursprünglich eine Amtszeitbegrenzung auf zwei Amtsperioden vorsah, geändert worden. Sirisena war vor seiner Kandidatur Mitglied der Sri Lanka Freedom Party (SLFP), der Partei Rajapaksas, und Minister in dessen Regierung gewesen. Kurz nach der Wahlankündigung erklärte er jedoch seinen Rücktritt vom Regierungsamt und Austritt aus der SLFP sowie seine Kandidatur für das Präsidentenamt. Er erhielt rasch die Unterstützung der United National Party (UNP), der führenden Oppositionspartei, sowie auch vieler SLFP-Anhänger, denen die Machtfülle und das autoritäre Gebaren Rajapaksas unheimlich geworden war. Auch die Dominanz des Rajapaksa-Familienclans in der Wirtschaft und Politik Sri Lankas erweckte Missfallen. Die tamilische Minderheit im Land unterstützte bei der Wahl in großer Mehrheit den Oppositionskandidaten Sirisena.
Letztlich gewann Sirisena die Wahl knapp vor Rajapaksa. Kurz nach der Wahl wurden er und seine Anhänger auch wieder in die SLFP aufgenommen. Die Anhänger Rajapaksas bildeten aber weiterhin eine starke Fraktion innerhalb der SLFP. Kurz nach Amtsantritt setzte Sirisena eine Reihe verfassungsrechtlicher Änderungen durch, die er im Wahlkampf versprochen hatte. Dazu gehörte der Umbau Sri Lankas vom seit 1978 bestehenden präsidentiellen Regierungssystem zu einem parlamentarischen Regierungssystem. Mit dem im Jahr 2015 in Kraft getretenen 19. Verfassungszusatz zur Verfassung Sri Lankas wurden wesentliche Machtbefugnisse, die bisher beim Präsidenten lagen, auf das Parlament übertragen. Der neue Präsident bemühte sich auch um Gesten der Versöhnung mit der tamilischen Minderheit. Es bildete sich eine „Regierung der nationalen Einheit“ unter dem Premierminister Ranil Wickremesinghe (UNP). Das angekündigte Reformprogramm geriet allerdings nach einiger Zeit ins Stocken und auch das Wahlkampfversprechen der Ankurbelung des Wirtschaftswachstums konnte die Regierung nicht richtig in die Realität umsetzen.

### Gründung der SLPP und Verfassungskrise 2018
Im Jahr 2016 verließ der Großteil der Rajapaksa-Anhänger die SLFP und bildete eine neue Partei, Sri Lanka Podujana Peramuna (SLPP, „Volksfront von Sri Lanka“). Die Partei avancierte rasch in der Wählergunst vor allem des singhalesischen Bevölkerungsteils und gewann bei den Kommunalwahlen im Februar 2018 fast 45 Prozent der Stimmen, womit sie zur stärksten Kraft aufstieg.
Im Juni 2018 kam es zu einem offenen Streit zwischen Präsident Sirisena und dem Premierminister Ranil Wickremesinghe (UNP). Sirisena entließ Wickremesinghe und ernannte zum Erstaunen vieler seinen alten Widersacher Mahinda Rajapaksa zum Premierminister. Rajapaksa gelang es jedoch nicht, ein Vertrauensvotum des Parlaments zu erhalten. Sirisena ordnete daraufhin Neuwahlen an und erklärte die Auflösung des Parlaments. Der entlassene Wickremesinghe klagte vor dem Obersten Gericht Sri Lankas, da der Präsident seine Kompetenzen überschritten habe, und das Gericht urteilte zu seinen Gunsten. Daraufhin erklärte Rajapaksa seinen Rücktritt und Wickremesinghe wurde im Dezember 2018 wieder ins Amt des Premiers eingesetzt. Sirisena bezeichnete später den 19. Verfassungszusatz als den „größten Fehler“ seiner Präsidentschaft, da dieser zu politischer Instabilität geführt habe.

### Islamistischer Bombenanschlag am Ostersonntag 2019
Am Ostersonntag, den 21. April 2019 ereignete sich eine Serie von Bombenanschlägen in bzw. nahe der Hauptstadt Colombo, bei denen 253 Menschen ums Leben kamen und weitere 485 verletzt wurden. Die Anschläge wurden durch islamistische Terroristen verübt und galten drei Kirchen der christlichen Gemeinde Sri Lankas sowie drei Touristenhotels. Die Anschläge waren die schwersten seit Ende des Bürgerkrieges und zeigten schlaglichtartig die weiter bestehenden vielschichtigen Spannungen zwischen den verschiedenen ethnischen und religiösen Gruppen Sri Lankas auf. Die Regierung verhängte den Ausnahmezustand, verwies insgesamt etwa 600 Ausländer, darunter 200 islamische Kleriker aus Bangladesch, Indien, den Malediven und Pakistan, des Landes und erließ ein Verschleierungsverbot. Die Tourismusbranche Sri Lankas musste infolge der Anschläge schwere Einbußen hinnehmen. In der Folge der Ereignisse wurden erneut die Differenzen zwischen Premierminister und Präsident deutlich, als letzterer indirekt der Regierung Versäumnisse und Fehler bei der Einschätzung der Sicherheitslage vorwarf.

## Kandidaten

### Nominierungen
Am 26. April 2019 erklärte Gotabaya Rajapaksa, der jüngere Bruder Mahinda Rajapaksas und Ex-Verteidigungsminister seine Kandidatur. Am 11. August 2019 proklamierte die von seinem Bruder Mahinda geführte SLPP Gotabaya Rajapaksa zu ihrem offiziellen Kandidaten. Mahinda Rajapaksa selbst erklärte, dass er bei der Parlamentswahl im kommenden Jahr das Amt des Premierministers anstreben werde. Am 18. Oktober 2019 schloss der Ceylon Workers’ Congress, eine kleine Interessenpartei der indischen Tamilen, ein Abkommen mit der SLPP zur Unterstützung des Kandidaten Gotabaya Rajapaksa.
Am 1. Februar 2019 wurde Sirisena auf einer SLFP-Konferenz in Anuradhapura als SLFP-Präsidentschaftskandidat vorgeschlagen. In den folgenden Monaten sprachen sich weitere SLFP-Politiker für Sirisena als Kandidaten aus. Dieser hielt sich zunächst mit einer Aussage über eine Kandidatur bedeckt, verzichtete aber Anfang Oktober 2019 endgültig auf eine erneute Kandidatur. Daraufhin sprach sich die SLFP-Parteiführung für die Unterstützung des Kandidaten Gotabaya Rajapaksa aus. Es war das erste Mal bei einer Präsidentschaftswahl, dass die SLFP nicht mit einem eigenen Kandidaten ins Rennen ging.
Anura Kumara Dissanayake, der Parteivorsitzende der Janatha Vimukthi Peramuna (JVP), wurde am 18. August 2019 als offizieller Kandidat der JVP-geführten Parteienallianz National (Movement for) People’s Power (singhalesisch Jathika Janabala Peramuna) nominiert. Es war das erste Mal seit der Wahl 1999, dass die JVP einen eigenen Kandidaten ins Feld schickte. Die Kandidatenauswahl in der UNP zog sich über einen längeren Zeitraum hin. Verschiedene führende Politiker signalisierten Interesse, darunter Premierminister Ranil Wickremesinghe und sein Vize-Premier Sajith Premadasa. Am 25. September 2019 verzichtete Wickremesinghe öffentlich zugunsten Premadasas auf seine Kandidatur. Letzterer wurde am 3. Oktober 2019 auf einer Sitzung der UNP-Führungsgremien einstimmig zum Präsidentschaftskandidaten der UNP gekürt.
Die größte Parteienvereinigung der Sri-Lanka-Tamilen, die Tamil National Alliance (TNA), erklärte, dass sie angesichts eines Kandidaten Gotabaya Rajapaksa keine Alternative zur Unterstützung des Gegenkandidaten Sajith Premadasa hätte. Allerdings stellten die TNA-Politiker auch Bedingungen für ihre Unterstützung (Freigabe des zum Teil immer noch vom Militär in Beschlag genommenen Lands im Nordosten Sri Lankas, größere Autonomie der Tamilengebiete etc.).
Die offiziellen Kandidatennominierungen konnten am 7. Oktober 2019 zwischen 9 und 11 Uhr bei der Wahlkommission Sri Lankas eingereicht werden. Zuvor musste eine Gebühr von 50.000 Rupien (für Partei-Kandidaten) bzw. 75.000 Rupien (für Einzelkandidaten) entrichtet werden (ca. 246 bzw. 369 €). Insgesamt wurden (zusammen mit den drei oben genannten) 35 Kandidatennominierungen durch die Wahlkommission anerkannt.

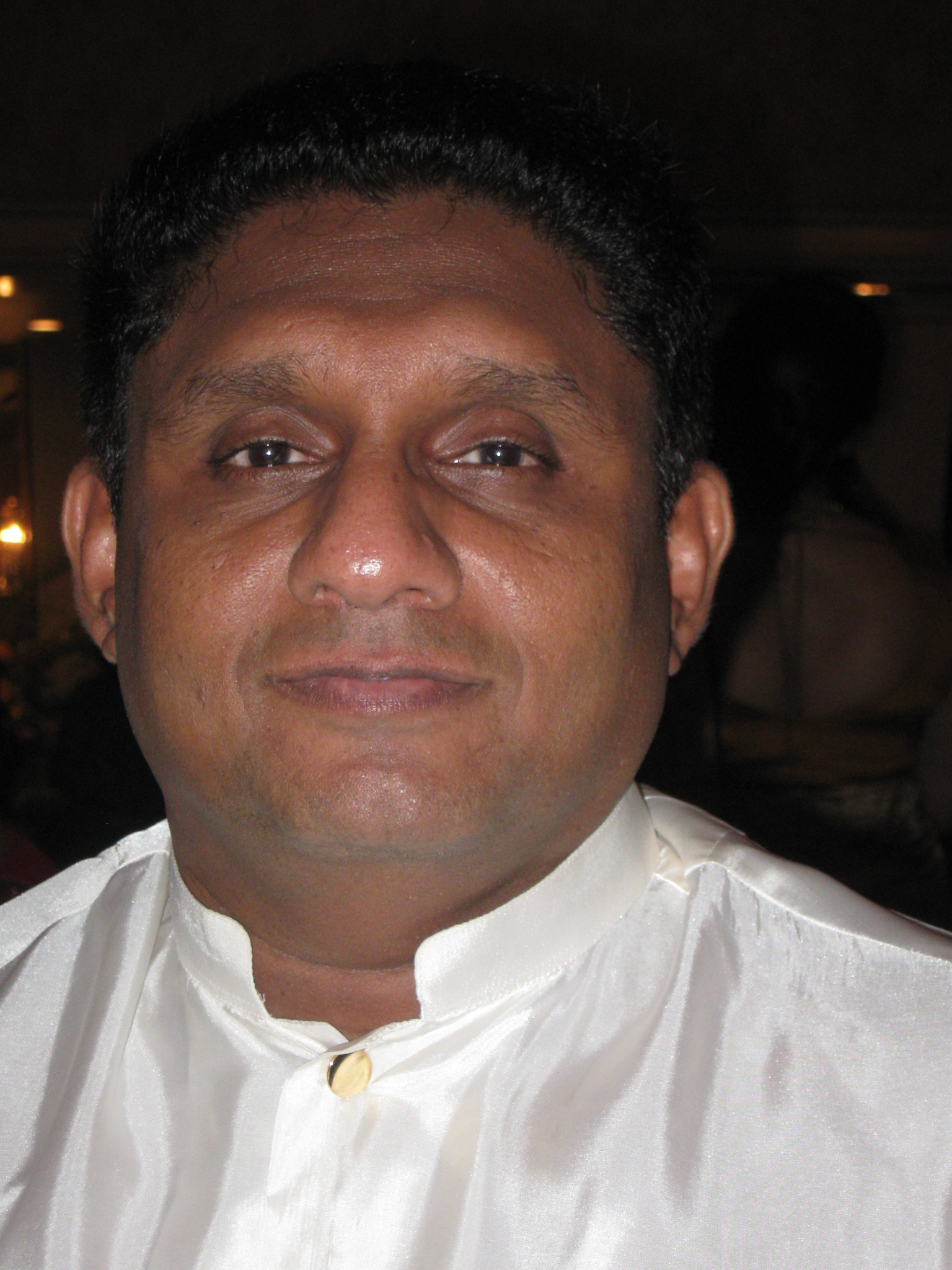
Sajith Premadasa (UNP)
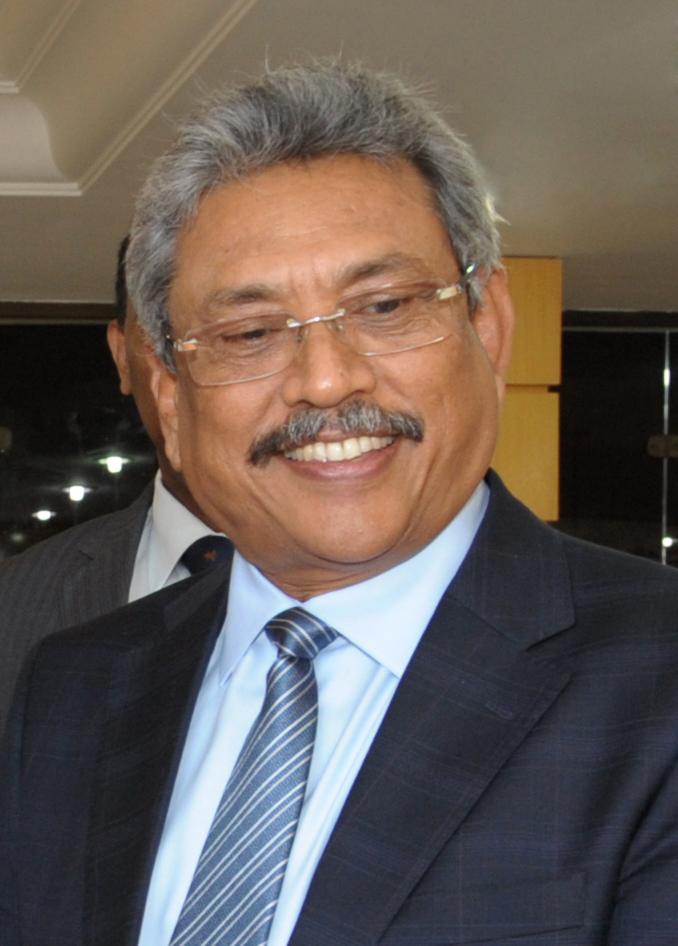
Gotabaya Rajapaksa (SLPP)

### Kandidatenliste auf den Stimmzetteln
Die folgende Auflistung zeigt die Kandidaten in der Reihenfolge, wie sie auf dem Stimmzettel aufgeführt waren, zusammen mit der Bezeichnung ihres Wahlsymbols. Die auf den Stimmzetteln abgedruckten Wahlsymbole sind als Hilfe für analphabetische Wähler gedacht.
| Nr | Kandidatenname wie auf dem Stimmzettel             | Partei / nominierende Abgeordnete                            | Symbol           |
| -- | -------------------------------------------------- | ------------------------------------------------------------ | ---------------- |
| 1  | Aparakke Pungngananda Thero                        | Abheetha Sapumal Senanayake                                  | Hund             |
| 2  | S. Amarasinghe                                     | Kalanchi Dewage lsuru Chathuranga Gunasena                   | Eichhörnchen     |
| 3  | ldroos Mohamadhu llfiyas                           | Muhammad Salif, Muhammad Nasmeer                             | Fußball          |
| 4  | A. H. M. Alavi                                     | Gunarat hna Adikari Mudiyanselage Piyal Dewapriya Gunarathna | Autoreifen       |
| 5  | Ariyawansa Dissanayaka                             | Democratic United National Front                             | Adler            |
| 6  | P. M. Edirisinghe                                  | Okkoma Wasiyo Okkoma Rajawaru Sanvidanaya                    | Kasse            |
| 7  | Sarath Keerthirathne                               | Tishan Manjula Wellalage                                     | Gitarre          |
| 8  | Chandrasekara Herath Hitihami Koralalage Samansiri | B. M. J. Thushara Mendis                                     | Cricket-Schläger |
| 9  | Sirithunga Jayasuriya                              | United Socialist Party                                       | Riksha           |
| 10 | Ajantha De Zoysa                                   | Ruhuna Janatha Alliance                                      | Ananas           |
| 11 | Aruna De Zoysa                                     | Democratic National Movement                                 | Automobil        |
| 12 | Anura Kumara Dissanayake                           | National Movement for People's Power                         | Kompass          |
| 13 | Duminda Nagamuwa                                   | Frontline Socialist Party                                    | Vorschlaghammer  |
| 14 | Rohan Pallewatta                                   | Jathika Sangwardhena Peramuna                                | Kokosnuss        |
| 15 | Ketagoda Jayantha                                  | Wellawatta Arachchige Dumindu Chathuranga Silva              | Nashorn          |
| 16 | Saman Perera                                       | Our Power of People Party                                    | Flagge           |
| 17 | Anuruddha Polgampala                               | Koswattage Kosala Haripriya Perera                           | Hubschrauber     |
| 18 | Warnakulasooriya Milroy Surgeus Fernando           | Bandara Lokuge Rohan Udayakantha Fernando                    | Hirsch           |
| 19 | Sajith Premadasa                                   | New Democratic Front                                         | Schwan           |
| 20 | Battaramulle Seelarathana Thero                    | Jana Setha Peramuna                                          | Traktor          |
| 21 | Badde Gamage Nandimithra                           | Nawa Sama Samaja Party                                       | Tisch            |
| 22 | Sarath Manamendra                                  | Nawa Sihala Urumaya                                          | Pfeil und Bogen  |
| 23 | M. K. Shivajilingam                                | Sasidaran Anandi                                             | Fisch            |
| 24 | M. L. A. M. Hizbullah                              | Mohamed Sahabdeen Mohamed Ikram                              | Kamel            |
| 25 | Gotabaya Rajapaksa                                 | Sri Lanka Podujana Peramuna                                  | Blütenknospe     |
| 26 | Namal Rajapaksha                                   | National Unity Alliance                                      | Brille           |
| 27 | A. S. P. Liyanage                                  | Sri Lanka Labour Party                                       | Känguru          |
| 28 | Ashoka Wadigamangawa                               | Weerawanni Mudiyanselage Sumudu Jayamali Weerawanni          | Apfel            |
| 29 | Piyasiri Wijenayake                                | Wanasinghe Arachchillage Ranjith Wanasinghe                  | Schild           |
| 30 | Ajantha Perera                                     | Socialist Party of Sri Lanka                                 | Ballon           |
| 31 | Rajiva Wijesinha                                   | Bandarage Sarath Buddhadasa                                  | Eule             |
| 32 | Pani Wijesiriwardane                               | Socialist Equality Party                                     | Schere           |
| 33 | Samaraweera Weerawanni                             | Kumarasinghe Widanelage Don Natani Padmalatha                | Schreibtafel     |
| 34 | Subbramaniyam Gunarathnam                          | Our National Front                                           | Telefon          |
| 35 | Mahesh Senanayake                                  | National Peoples Party                                       | Glühbirne        |

## Wahlkampf
Gotabaya Rajapaksa galt von Beginn an als der aussichtsreichste Bewerber. Als einen Schwerpunkt seiner künftigen Aktivitäten kündigte er den Kampf gegen den Islamismus im Sri Lanka an. Am 15. Oktober 2019 äußerte Rajapaksa, dass er im Falle seiner Wahl das Abkommen aus dem Jahr 2015, das die Regierung Wickremesinghe mit dem UN-Menschenrechtsrat über die juristische Aufarbeitung von Menschenrechtsverbrechen während des Bürgerkrieges geschlossen hatte, nicht anerkennen werde. Auch werde er als Präsident Angehörige der Streitkräfte, die wegen Menschenrechtsvergehen inhaftiert seien, amnestieren. Man müsse einen Schlussstrich unter die Vergangenheit ziehen und sich den Aufgaben der Gegenwart zuwenden.
Von vielen liberalen Beobachtern in Sri Lanka und im Ausland wurde der Wiederaufstieg des Rajapaksa-Familienclans in der Politik Sri Lankas mit Sorge gesehen. In einer Analyse der Brookings Institution in Washington, D.C. hieß es beispielhaft, dass die Besetzung des Staatspräsidenten- und/oder Premierministeramts durch einen Rajapaksa-Familienangehörigen einen gesellschaftlichen Rückschritt in Richtung Autoritarismus bedeuten würde. Die unter Sirisena eingeleitete Liberalisierung und Demokratisierung, und die außenpolitische Hinwendung Sri Lankas zum Nachbarn Indien und zum Westen (bei Abwendung von der Volksrepublik China) könnten dann wieder zurückgefahren werden.
Die New Democratic Front, eine Parteienkoalition unter Führung der UNP eröffnete ihren Wahlkampf mit einer großen Kundgebung am 10. Oktober 2019. Auch Spitzenkandidat Premadasa fokussierte sich auf das Thema der inneren Sicherheit und kündigte an, im Falle eines Wahlsiegs Ex-General Sarath Fonseka mit diesem Aufgabenfeld zu betreuen. Premadasa versprach, die Wohnverhältnisse in Sri Lanka bis zum Jahr 2025 deutlich zu verbessern („shelter for all by 2025“) und die Armut zu bekämpfen. Sein am 31. Oktober 2019 veröffentlichtes 20-Punkte-Wahlmanifest legte den Schwerpunkt auf soziale Verbesserungen (bezahlbarer Wohnraum, Ausbildung, öffentliche Verkehrsmittel etc.).
Am 5. Oktober 2019 fand erstmals in der Geschichte Sri Lankas eine im Fernsehen übertragene Debatte der Spitzenkandidaten statt. Gotabaya Rajapaksa nahm daran nicht teil.

## Wahlmodus
Die Wahl erfolgte nach Instant-Runoff-Voting, d. h. der Wähler hatte die Möglichkeit bis zu drei Kandidaten der Reihe nach auf dem Stimmzettel anzuordnen. Erreicht keiner der auf den Stimmzetteln erstplatzierten Kandidaten in der ersten Auszählung die Mehrheit, wird derjenige Kandidat mit den wenigsten Erstplatzierungen von allen Stimmzetteln eliminiert. Die nachfolgenden Kandidaten rücken alle eine Position höher. Dann werden erneut die erstplatzierten Kandidaten ausgezählt und das gesamte Verfahren wiederholt. Dies wird so lange wiederholt, bis ein erstplatzierter Kandidat die absolute Mehrheit hat. Dieses Wahlrecht hat zur Folge, dass Stimmen für Kandidaten „nachgeordneter Präferenz“ nicht ganz unter den Tisch fallen, sondern mitberücksichtigt werden, so dass es u. U. sein kann, dass ein Kandidat, der in der ersten Runde nicht an erster Stelle steht, die Wahl gewinnt. Dies war bei Präsidentschaftswahlen in Sri Lanka allerdings noch nie der Fall gewesen. Alle vorangegangenen Wahlen wurden mit absoluten Mehrheiten gewonnen, ohne dass Stimmen nachgeordneter Präferenz berücksichtigt werden mussten.

## Ablauf der Wahl
Am 22. Oktober 2019 entsandte die Europäische Union eine Beobachtermission nach Sri Lanka, deren Aufgabe es sein sollte, den Ablauf der Wahl zu beobachten und einen Bericht dazu zu erstellen. In einer vorläufigen Stellungnahme am 16. November 2019 fasste die Leiterin der EU-Mission Marisa Matias die Erkenntnisse und Eindrücke wie folgt zusammen: Die Wahl sei technisch gut organisiert und geordnet durchgeführt worden und der Wahlkampf sei zum großen Teil friedlich und gemäßigt abgelaufen. Jedoch habe es Mängel im Bereich der Medien gegeben, wo Unausgewogenheiten, aufstachelnde Berichterstattung und Desinformation vorgekommen sei. Außerdem hätten sich beide führenden Parteien staatlicher Ressourcen für ihren Wahlkampf bedient und es habe keine Regulierung der Wahlkampffinanzierung gegeben.

## Ergebnisse
Die Wahlergebnisse wurden am 17. November 2019 bekanntgegeben.

### Landesweite Ergebnisse
| Kandidat                                           | Stimmen              | %        |
| -------------------------------------------------- | -------------------- | -------- |
| Gotabaya Rajapaksa                                 | 6.924.255            | 52,25 %  |
| Sajith Premadasa                                   | 5.564.239            | 41,99 %  |
| Anura Kumara Dissanayaka                           | 418.553              | 3,16 %   |
| Mahesh Senanayake                                  | 49.655               | 0,37 %   |
| M. L. A. M. Hizbullah                              | 38.814               | 0,29 %   |
| Ariyawansha Dissanayake                            | 34.537               | 0,26 %   |
| Ajantha Perera                                     | 27.572               | 0,21 %   |
| Rohan Pallewatta                                   | 25.173               | 0,19 %   |
| S. Amarasinghe                                     | 15.285               | 0,12 %   |
| Warnakulasooriya Milroy Surgeus Fernando           | 13.641               | 0,10 %   |
| M. K. Shivajilingam                                | 12.256               | 0,09 %   |
| Battaramulle Seelarathana Thero                    | 11.879               | 0,09 %   |
| Ajantha De Zoysa                                   | 11.705               | 0,09 %   |
| Anuruddha Polgampala                               | 10.219               | 0,08 %   |
| Namal Rajapaksha                                   | 9.497                | 0,07 %   |
| Ketagoda Jayantha                                  | 9.467                | 0,07 %   |
| Duminda Nagamuwa                                   | 8.219                | 0,06 %   |
| Aparakke Pungngananda Thero                        | 7.611                | 0,06 %   |
| Subbramaniyam Gunarathnam                          | 7.333                | 0,06 %   |
| A. S. P. Liyanage                                  | 6.447                | 0,05 %   |
| Piyasiri Wijenayake                                | 4.636                | 0,03 %   |
| Aruna De Zoysa                                     | 4.218                | 0,03 %   |
| Rajiva Wijesinha                                   | 4.146                | 0,03 %   |
| Idroos Mohamadhu Illiyas                           | 3.987                | 0,03 %   |
| Sirithunga Jayasuriya                              | 3.944                | 0,03 %   |
| Sarath Keerthirathne                               | 3.599                | 0,03 %   |
| Sarath Manamendra                                  | 3.380                | 0,03 %   |
| Pani Wijesiriwardane                               | 3.014                | 0,02 %   |
| Ashoka Wadigamangawa                               | 2.924                | 0,02 %   |
| A. H. M. Alavi                                     | 2.903                | 0,02 %   |
| Saman Perera                                       | 2.368                | 0,02 %   |
| P. M. Edirisinghe                                  | 2.139                | 0,02 %   |
| Samaraweera Weerawanni                             | 2.067                | 0,02 %   |
| Badde Gamage Nandimithra                           | 1.841                | 0,01 %   |
| Chandrasekara Herath Hitihami Koralalage Samansiri | 976                  | 0,01 %   |
| Gültige Stimmen                                    | 12.123.452           | 100,00 % |
| Gültige Stimmen                                    | 13.252.499 (98,99 %) |          |
| Ungültige Stimmen                                  | 135.452 (1,01 %)     |          |
| Abgegebene Stimmen                                 | 13.387.951 (83,72 %) |          |
| Registrierte Wähler                                | 15.992.096           |          |

### Ergebnisse in den Wahlkreisen
Die folgende Tabelle enthält die offiziellen Wahlergebnisse nach Wahlkreisen. Die Wahlkreise (election districts) sind bis auf Vanni und Jaffna identisch mit den Distrikten von Sri Lanka.
| Distrikte mit Stimmenmehrheit für Rajapaksa |
| Distrikte mit Stimmenmehrheit für Premadasa |

| Wahlkreis      | Rajapaksa | Rajapaksa | Premadasa | Premadasa | Dissanayake | Dissanayake | Andere  | Andere | Wahl- beteiligung |
| Wahlkreis      | Stimmen   | %         | Stimmen   | %         | Stimmen     | %           | Stimmen | %      | Wahl- beteiligung |
| -------------- | --------- | --------- | --------- | --------- | ----------- | ----------- | ------- | ------ | ----------------- |
| Colombo        | 727.713   | 53,19     | 559.921   | 40,92     | 53.803      | 3,93        | 26.740  | 1,95   | 82,82             |
| Gampaha        | 855.870   | 59,28     | 494.671   | 34,26     | 61.760      | 4,28        | 31.499  | 2,18   | 83,31             |
| Kalutara       | 482.920   | 59,49     | 284.213   | 35,01     | 27.681      | 3,41        | 16.949  | 2,09   | 85,71             |
| Mahanuwara     | 471.502   | 50,43     | 417.355   | 44,64     | 23.539      | 2,52        | 22.479  | 2,40   | 84,89             |
| Matale         | 187.821   | 55,37     | 134.291   | 39,59     | 8.890       | 2,62        | 8.219   | 2,42   | 85,30             |
| Nuwara Eliya   | 175.823   | 36,87     | 277.913   | 58,28     | 5.891       | 1,24        | 17.237  | 3,61   | 85,06             |
| Galle          | 466.148   | 64,26     | 217.401   | 29,97     | 27.006      | 3,72        | 14.803  | 2,04   | 85,15             |
| Matara         | 374.481   | 67,25     | 149.026   | 26,76     | 23.439      | 4,21        | 9.922   | 1,78   | 85,93             |
| Hambantota     | 278.804   | 66,17     | 108.906   | 25,85     | 26.295      | 6,24        | 7.369   | 1,75   | 87,40             |
| Jaffna         | 23.261    | 6,24      | 312.722   | 83,86     | 1.375       | 0,37        | 35.555  | 9,53   | 68,03             |
| Vanni          | 26.105    | 12,27     | 174.739   | 82,12     | 1.156       | 0,54        | 10.778  | 5,07   | 76,59             |
| Batticaloa     | 28.460    | 12,68     | 238.649   | 78,70     | 2.304       | 0,76        | 23.808  | 7,85   | 77,20             |
| Digamadulla    | 135.058   | 32,82     | 259.673   | 63,09     | 7.460       | 1,81        | 9.379   | 2,28   | 82,32             |
| Trincomalee    | 54.135    | 23,39     | 166.841   | 72,10     | 3.730       | 1,61        | 6.704   | 2,90   | 82,97             |
| Kurunegala     | 652.278   | 57,90     | 416.961   | 37,01     | 36.178      | 3,21        | 21.193  | 1,88   | 85,24             |
| Puttalam       | 230.760   | 50,83     | 199.356   | 43,91     | 12.912      | 2,84        | 10.948  | 2,41   | 76,53             |
| Anuradhapura   | 342.223   | 58,97     | 202.348   | 34,87     | 22.879      | 3,94        | 12.896  | 2,22   | 85,76             |
| Polonnauwa     | 147.340   | 53,01     | 112.473   | 40,47     | 12.284      | 4,42        | 5.827   | 2,10   | 85,92             |
| Badulla        | 276.211   | 49,29     | 251.706   | 44,92     | 14.806      | 2,64        | 17.622  | 3,14   | 86,25             |
| Monaragala     | 208.814   | 65,34     | 92.539    | 28,95     | 11.235      | 3,52        | 7.016   | 2,20   | 88,02             |
| Ratnapura      | 448.044   | 59,93     | 264.503   | 35,38     | 18.887      | 2,53        | 16.237  | 2,17   | 87,11             |
| Kegalle        | 320.484   | 55,66     | 228.032   | 39,60     | 15.043      | 2,61        | 12.272  | 2,13   | 85,89             |
| Gesamtergebnis | 6.924.255 | 52,25     | 5.564.239 | 41,99     | 418.553     | 3,16        | 345.452 | 2,61   | 83,72             |

### Kartografische Darstellungen

Mehrheiten nach den 22 Wahlkreisen (weitgehend identisch mit den Distrikten von Sri Lanka): Mehrheit für Gotabaya Rajapaksa Mehrheit für Sajith Premadasa
Mehrheiten in den Stimmbezirken: Mehrheit für Gotabaya Rajapaksa Mehrheit für Sajith Premadasa

## Beurteilung und weitere Entwicklung
Der Wahlausgang zeigte die ethnischen Trennlinien in Sri Lanka auf. Die singhalesische Mehrheitsbevölkerung im Süden, im Zentrum und im Westen der Insel wählte in ihrer großen Mehrheit Gotabaya Rajapaksa, während der Haupt-Oppositionskandidat Premadasa nur von einer Minderheit der Singhalesen, aber von der ganz überwiegenden Mehrheit der Sri-Lanka-Tamilen und Muslime gewählt wurde. Der Wahlsieger Rajapaksa kommentierte seinen Wahlsieg mit den Worten: „Ich wusste, dass ich nur mit den Stimmen der singhalesischen Mehrheit gewinnen konnte. Aber ich rief die Tamilen und Muslime auf, an meinem Erfolg teilzuhaben. Ihre Reaktion darauf entsprach nicht meinen Erwartungen. Jedoch fordere ich sie auf, sich mir anzuschließen um ein einiges Sri Lanka aufzubauen.“ Am 18. November 2019 wurde Gotabaya Rajapaksa als 8. Staatspräsident Sri Lankas vereidigt. Am 20. November 2019 trat der amtierende Premierminister Ranil Wickremesinghe von seinem Amt zurück und am Folgetag ernannte der neue Präsident seinen Bruder Mahinda Rajapaksa zum neuen Premierminister.